# فؤاد شاكر مصطفى
الدكتور فؤاد شاكر مصطفى العاني هو طبيب وسياسي عراقي راحل.
ولد في عانة 28 نوفمبر 1930، وأكمل الابتدائية والثانوية في عانة.
التحق بكلية الطب في جامعة دمشق في عام 1951، وكان زميل دراسة مع يوسف زعين وإبراهيم ماخوس، وتخرج عام 1956، انتسب لحزب البعث العربي الاشتراكي في الكلية وعاد إلى العراق بعد تخرجه.
خدم بصفة طبيب احتياط في القوة الجوية العراقية، وبعد إكماله الخدمة عين طبيبا في شركة نفط العراق في دمشق.
اعتقل عام 1959، وحكم عليه في محكمة المهداوي بالحبس ثلاث سنوات بتهمة محاولة اغتيال عبد الكريم قاسم.
بعد ثورة 8 شباط 1963، عين متصرفا لكركوك، بعدها عين مفتشا في وزارة الداخلية.
بعد حركة 18 تشرين الثاني 1963، أصبح لفترة قصيرة أمين سر الحزب في العراق وعضو قيادة قطرية للفترة من 11 نوفمبر 1963 إلى فبراير 1964.
سافر إلى الدنمارك ونال شهادة الدبلوم العالي في طب التخدير والعناية المركزة عام 1965، وعين طبيب تخدير في مستشفى الجمهوري في بغداد.
ساهم مع الوحدات العراقية في حرب 1967 ضمن وحدة الطبابة الميدانية العسكرية في إسعاف القوات العراقية والسورية المتجحفلة في سوريا لحماية دمشق من السقوط.
بعد ثورة 17 تموز 1968 لجأ إلى سوريا، وأصبح عضو قيادة قومية في الحزب.
بعد الحركة التصحيحية التي قام بها حافظ الأسد، حكم عليه بالإعدام عام 1971، فلجأ إلى الجزائر ثم لندن ثم عاد إلى العراق، حيث صدر العفو عن أعضاء البعث اليساريين عام 1977.
وبعد عودته إلى العراق، بقى يزاول مهنة التخدير في مستشفى الرازي الذي كان يملكه عمه عزت مصطفى العاني حتى عام 1997.
توفى سنة 2001.